# ラステバッセ
ラステバッセ（伊: Lastebasse）は、イタリア共和国ヴェネト州ヴィチェンツァ県にある、人口約200人の基礎自治体（コムーネ）。

## 地理

### 位置・広がり
ヴィチェンツァ県北端に位置するコムーネで、北にトレンティーノ＝アルト・アディジェ州に接する。

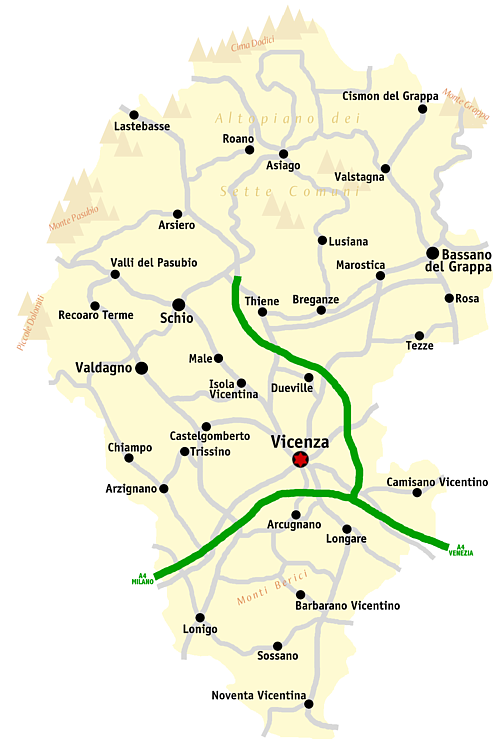
ヴィチェンツァ県概略図

#### 隣接コムーネ
隣接するコムーネは以下の通り。括弧内のTNはトレント自治県（トレンティーノ＝アルト・アディジェ州）所属を示す。
- アルシエーロ
- フォルガリーア (TN)
- ラーギ
- ラヴァローネ (TN)
- ペデモンテ
- トネッツァ・デル・チモーネ
- ヴァルダスティコ

### 気候分類・地震分類
気候分類では、zona F, 3214 GGに分類される。
また、イタリアの地震リスク階級 (it) では、zona 3 (sismicità bassa) に分類される。